# Gatta Zduńska Wola
ZKS Gatta Active Futsal Team Zduńska Wola – polski klub futsalowy ze Zduńskiej Woli, występujący w Futsal Ekstraklasie, najwyższej klasie rozgrywek w Polsce. Mistrz Polski w sezonie 2015/2016, a także wicemistrz Polski w sezonach 2014/15, 2016/17 i 2017/18 oraz zdobywca Halowego Pucharu Polski w 2013 roku.

## Historia
Historia klubu Gatta Active Zduńska Wola sięga piłki trawiastej, kiedy to w 1993 roku z inicjatywy Marka Krotowskiego powstał klub LZS Suchoczasy. Rok później z powodu uzyskania sponsora, zespół przyjął nazwę Mabudo Suchoczasy. Przez kolejne 5 sezonów zespół występował w klasie B. W roku 1998, gdy trenerem był Andrzej Dąbrowski, klub wywalczył awans do klasa A, gdzie występował aż do sezonu 2008/2009. W międzyczasie zespół kilkukrotnie starał się o awans do IV ligi. Cel ten jednak nigdy nie został spełniony. We wspomnianym sezonie 2008/2009 zmianie uległa nazwa. Dotychczasowe Mabudo Suchoczasy przemianowano na Zakładowy Klub Sportowy Gatta Zduńska Wola, a funkcję trenera przejął Wojciech Sopur. Drużyna awansowała także do I ligi futsalu, wygrywając przy tym wszystkie swoje mecze. 
W kolejnych sezonach wywalczono awans do Futsal Ekstraklasy, gdzie drużyna występowała do rundy jesiennej sezonu 2020/2021. W związku z wycofaniem się ze sponsoringu drużyny seniorskiej Sponsora Tytularnego, drużyna musiała wycofać się z drugiej rundy rozgrywek. Bezpośredni wpływ miała na to epidemia COVID-19 oraz rządowy zakaz działalności gospodarczej.